# مونت سنت ژان (ان)
مونت سنت ژان (به فرانسوی: Mont-Saint-Jean) یک کمون  در فرانسه است که در ان (ا-دو-فرانس) واقع شده‌است. مونت سنت ژان ۳٫۹۵ کیلومتر مربع مساحت دارد ۲۴۳ متر بالاتر از سطح دریا واقع شده‌است.